# Magnus Dahlström
Magnus Dahlström, född 24 mars 1963, är en svensk författare och dramatiker.
Han erhöll Aftonbladets litteraturpris 1987. Debuterade som scendramatiker 1986 med pjäsen Skärbrännaren, om två verkstadsarbetare som möts i ett omklädningsrum (Fria Proteatern). Samma år utkom boken Papperskorg (Fyra berättelser, Alba). Han har också skrivit pjäserna Kidnapparen (1987), Järnbörd (1988), Lilja (1990), Stålverket (1995), Sken (1998) och Turister (2007).
Dahlströms roman Psykodrama nominerades till Sveriges Radios Romanpris för 2015.

## Filmmanus
- 2010 – Ond tro

## Priser och utmärkelser
- 1987 – Aftonbladets litteraturpris
- 1989 – ABF:s litteratur- & konststipendium
- 1996 – Göteborgs-Postens litteraturpris
- 1997 – Sveriges Radios Romanpris för Hem
- 2002 – Henning Mankell-stipendiet
- 2011 – De Nios Vinterpris
- 2012 – Doblougska priset